# Бехтеевка (Хмелинецкий сельсовет)
Бехте́евка — деревня в Задонском районе Липецкой области России. Входит в состав Хмелинецкого сельсовета.

## Название
Название — по владению помещиков Бехтеевых.

## География
Находится на правом берегу реки Чичора, при её впадении в реку Дон. Примыкает к селу  Липовка с северо-запада и к деревне Невежеколодезное с южной окраины.

## История
Упоминается в документах 1777 г. как небольшая деревня, владение помещиков Бехтеевых.

## Население
| 2010 |
| ---- |
| 13   |

## Инфраструктура
Личное подсобное хозяйство с зоной сельскохозяйственного использования, индивидуальная застройка усадебного типа.

## Транспорт
Остановка общественного транспорта «Церковь». 